# Anthurium obtusatum
Anthurium obtusatum är en kallaväxtart som beskrevs av Adolf Engler. Anthurium obtusatum ingår i släktet Anthurium och familjen kallaväxter. Inga underarter finns listade.